# Ernst Maass (Maler)

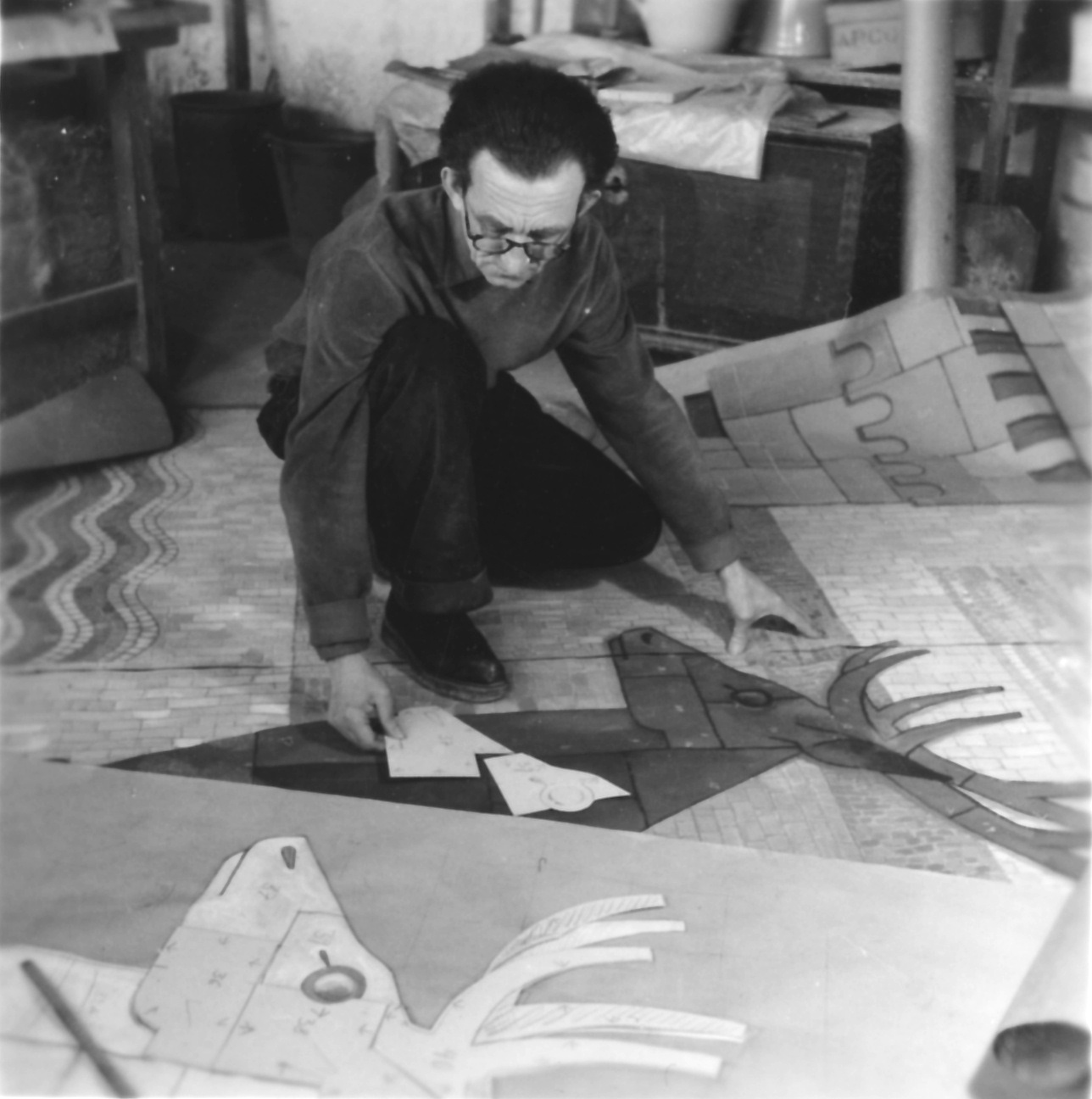
Ernst Maass 1960 in seinem Atelier in Luzern

Ernst Maass (* 28. Dezember 1904 in Berlin; † 3. Oktober 1971 in Luzern) war ein deutscher Maler des Surrealismus in der Schweiz.

## Leben und Werk
Ernst Maass absolvierte bei seinem Vater eine Lehre zum Flachmaler (früher übliche Bezeichnung für Maler, die ebene Flächen bemalten, im Unterschied zu den auf die Fassung von Figuren spezialisierten so genannten Staffiermalern oder Fassmalern). In Berlin machte er auch seine Anfänge als Künstler und Surrealist. 1932 stellte er im Bauhaus Dessau und bei Nierendorf in Berlin aus. Dadaistische und surrealistische Kompositionen, wie wir sie gleichzeitig bei Paul Klee und Kurt Schwitters finden, beschäftigten ihn. In Berlin lernte er auch seine Ehefrau Else Strehmel kennen.
1929 reiste er erstmals in die Schweiz nach Horw, wo er zusammen mit Max von Moos in einem Reklameatelier arbeitete und sich zusätzlich als Fotoreporter beschäftigte. Mit dem Aufkommen des Nationalsozialismus in den 1930er Jahren kehrte er Berlin für immer den Rücken. Da er der Einberufung in die deutsche Wehrmacht nicht Folge leistete, wurde er heimatlos, durfte zwar in der Schweiz wohnen, aber jahrelang nicht Geld verdienen. Seine Bilder gingen an Freunde, die ihm eine bescheidene Rente auszahlten. Erst nach dem Zusammenbruch des Hitlerregimes gelang es ihm, seine persönliche Situation zu normalisieren. Er bekam wieder einen deutschen Pass und durfte reisen.
Um 1937 war er Mitbegründer der Allianz, die sich für die Anerkennung der Konstruktivisten und Surrealisten einsetzten. Seine bedeutendsten Werke entstanden wohl in den Jahren 1935 bis 1945. Das Schaffen kann in drei Richtungen unterschieden werden: Landschaft und Stillleben, fragile Gerüstkonstruktionen und antikisierende, einsame Szenerien mit kämpfenden oder isolierten Menschen.